# 結城神社前駅
結城神社前駅（ゆうきじんじゃまええき）は、かつて伊勢電気鉄道本線（後に近畿日本鉄道伊勢線）において三重県津市に存在した駅（廃駅）である。

## 駅の概要
1930年4月1日に伊勢電が津新地駅と新松阪駅を結ぶ路線を開業させた際、香良洲駅、米ノ庄駅とともに「停車場」として扱われ開設されたのが、この結城神社前駅であった（ほかの駅は停留場扱い）。
駅は国鉄阿漕駅のやや東南に位置し、その名のとおり駅東すぐのところに、結城宗広を始めとした殉難兵士を祀る結城神社が設けられていた。また、当方100mのところには阿漕浦競馬場が存在したという。
同社が参宮急行電鉄（参急）に統合されると、参急元来の津線や本線と競合する部田駅（津駅）・大神宮前駅間に関しては、他区間の複線化に充当するため、開業時全線複線であったのを順次単線にしていったが、津海岸駅と結城神社前駅の間は、廃止時まで複線で残った。
1961年1月22日の伊勢線廃止に伴い、廃駅となった。

## 沿革
- 1930年4月1日 - 津新地・新松阪間開業により開設
- 1936年9月15日 - 参宮急行電鉄へ伊勢電気鉄道が合併
- 1941年3月15日 - 大阪電気軌道と参宮急行電鉄が合併、関西急行鉄道となる
- 1944年6月1日 - 関西急行鉄道と南海鉄道が合併、近畿日本鉄道となる
- 1961年1月22日 - 廃止

## 現況
路線跡は道路に転用されており、三重交通バスの結城神社前バス停が設けられている。駅舎があった場所は、ファミリーマート結城神社前店となっている。

## 隣の駅
伊勢電気鉄道
本線
阿漕浦駅 - 結城神社前駅 - 米津駅